# Ишимка (река, впадает в Куйбышевское водохранилище)
Ишимка (Ишимовская, тат. Ишем) — река в России, протекает в Республике Татарстан. Правый приток Волги.

## Описание
Длина реки 17 км, площадь водосборного бассейна — 71,7 км². Полностью находится в границах Камско-Устьинского района.
Исток в Сюкеевых горах в 2,5 км к северу от села Лаптевка. Течёт на восток через сёла Балтачево и Ишимово (других населённых пунктов в бассейне нет). Впадает в залив Куйбышевского водохранилища у села Кирельское, к юго-западу от пгт Куйбышевский Затон на высоте 53 метра над уровнем моря. В верхнем течении река также носит названия Таллык и Кляра.
В устье реку пересекает автодорога «Камское Устье — Тетюши».

## Гидрология
Река со смешанным питанием, со значительным преобладанием снегового. Замерзает в первой декаде ноября, половодье обычно в конце марта. Средний расход воды в межень у устья — 0,026 м³/с.
Густота речной сети бассейна 0,48 км/км², лесистость 10 %. Годовой сток в бассейне 62 мм, из них 50 мм приходится на весеннее половодье. Общая минерализация от 200 мг/л в половодье до 700 мг/л в межень.

## Данные водного реестра
По данным государственного водного реестра России относится к Нижневолжскому бассейновому округу, водохозяйственный участок реки — Куйбышевского водохранилища от посёлка городского типа Камское Устье до Куйбышевского гидроузла, без реки Большой Черемшан. Речной бассейн реки — Волга от верхнего Куйбышевского водохранилища до впадения в Каспий.
Код объекта в государственном водном реестре — 11010000512112100004550.